# Chasmatopterus zonatus
Chasmatopterus zonatus är en skalbaggsart som beskrevs av Escalera 1925. Chasmatopterus zonatus ingår i släktet Chasmatopterus och familjen Melolonthidae. Inga underarter finns listade i Catalogue of Life.